# Центральная клиническая больница с поликлиникой

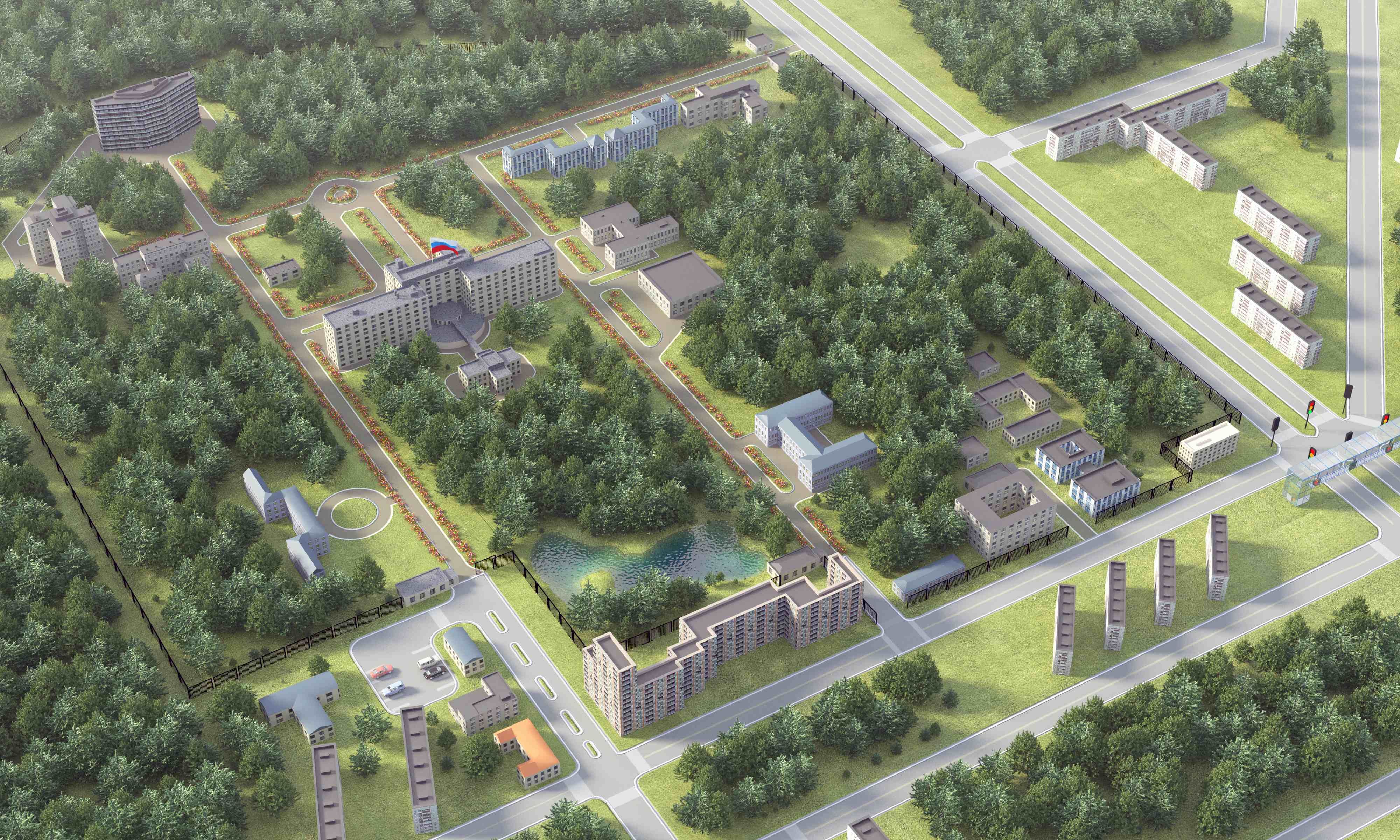
План территории ЦКБ

ФГБУ «Центральная клиническая больница с поликлиникой» («Кремлёвская больница»; ЦКБ УДП РФ) — главное медицинское учреждение Управления делами Президента Российской Федерации.
На 200 гектарах лесного массива расположены 90 медицинских отделений и поликлиника, в которых 3700 сотрудников круглосуточно оказывают медицинскую помощь 50 тысячам пациентов в год.
Здесь проводится профилактика, диагностика, лечение и реабилитация.
ЦКБ проводит лечение пациентов по государственному заказу, в рамках ОМС и оказывает платные медицинские услуги в поликлинике, стационаре и родильном доме. Медицинскую помощь в кремлёвской больнице и поликлинике могут получать не только государственные служащие. В ЦКБ медицинские услуги оказываются без возрастных ограничений.

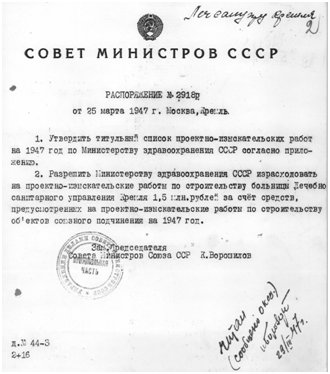
Распоряжение СМ СССР от 25 марта 1947 г. № 2918р

## История
В московском Кремле в октябре 1918 года в двухэтажном здании на Потешном дворе были организованы амбулатория и больница на 10 коек для работников правительственных учреждений.
Летом 1925 года Кремлёвскую больницу перевели из Кремля в здание на углу улицы Воздвиженка и улицы Грановского. Одновременно туда же перевели основную часть сотрудников Кремлёвской амбулатории и организовали там Кремлёвскую поликлинику.
В конце 1942 года больницу и поликлинику выделили в самостоятельные учреждения.
Распоряжение Совета министров СССР от 13 августа 1946 года положило начало строительству Загородной Кремлёвской больницы в Кунцевском районе Московской области (в Серебряно-Борском лесничестве).
Строительство осуществлялось медленно, и только 2 декабря 1957 года больных принял первый лечебный (инфекционный) корпус больницы на 120 коек, где временно были размещены терапевтические отделения.
В сентябре 1960 года Кунцевский район Московской городской области был присоединён к Москве, и Загородная больница была переименована в Центральную клиническую больницу Четвёртого главного управления при Министерстве здравоохранения СССР.

## Архитектура

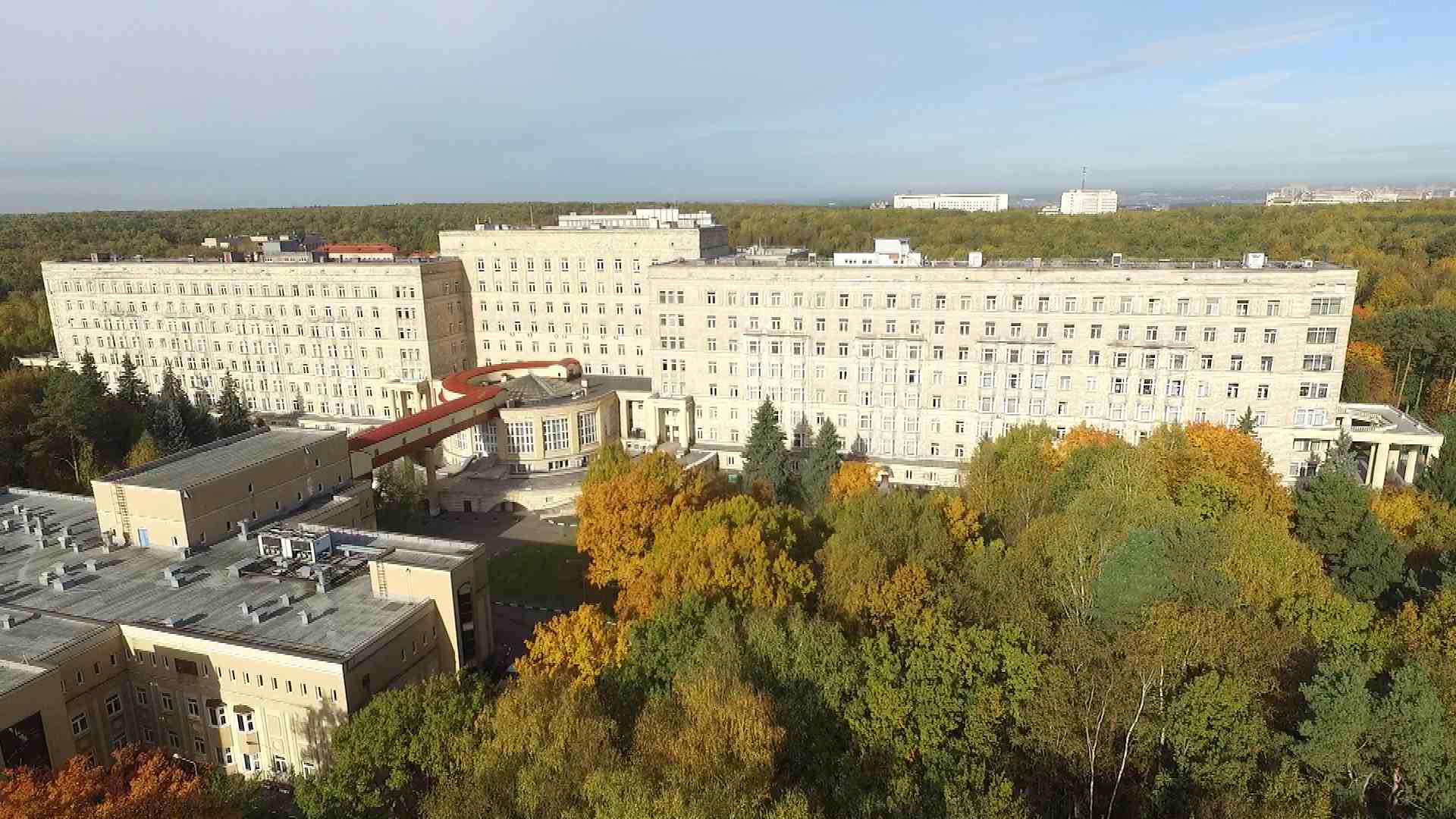
Главный корпус и отделение реанимации

Проект был разработан под руководством советских архитекторов Бориса Михайловича Иофана (1891—1976) и Владимира Георгиевича Гельфрейха (1885—1967) — представителей Советского монументального классицизма, также называемого Сталинской архитектурой.

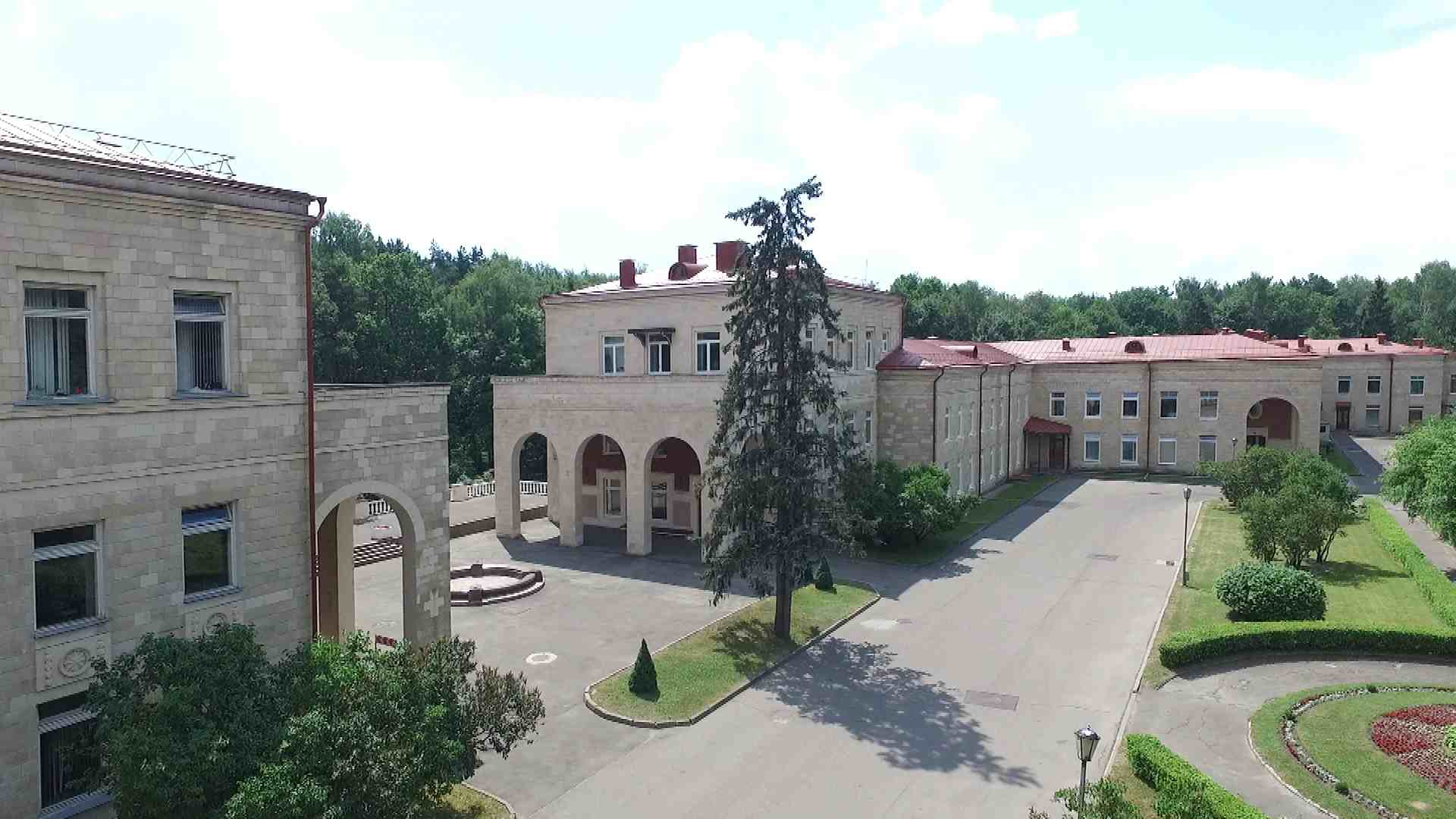
Инфекционный корпус

После выхода инициированного Н. С. Хрущёвым Постановления ЦК КПСС и СМ СССР от 4 ноября 1955 года «Об устранении излишеств в проектировании и строительстве», а также целого ряда других программных документов, внешний облик клинических корпусов построенных позднее, утратил признаки монументального классицизма, сохранив лишь упрощённый декор.

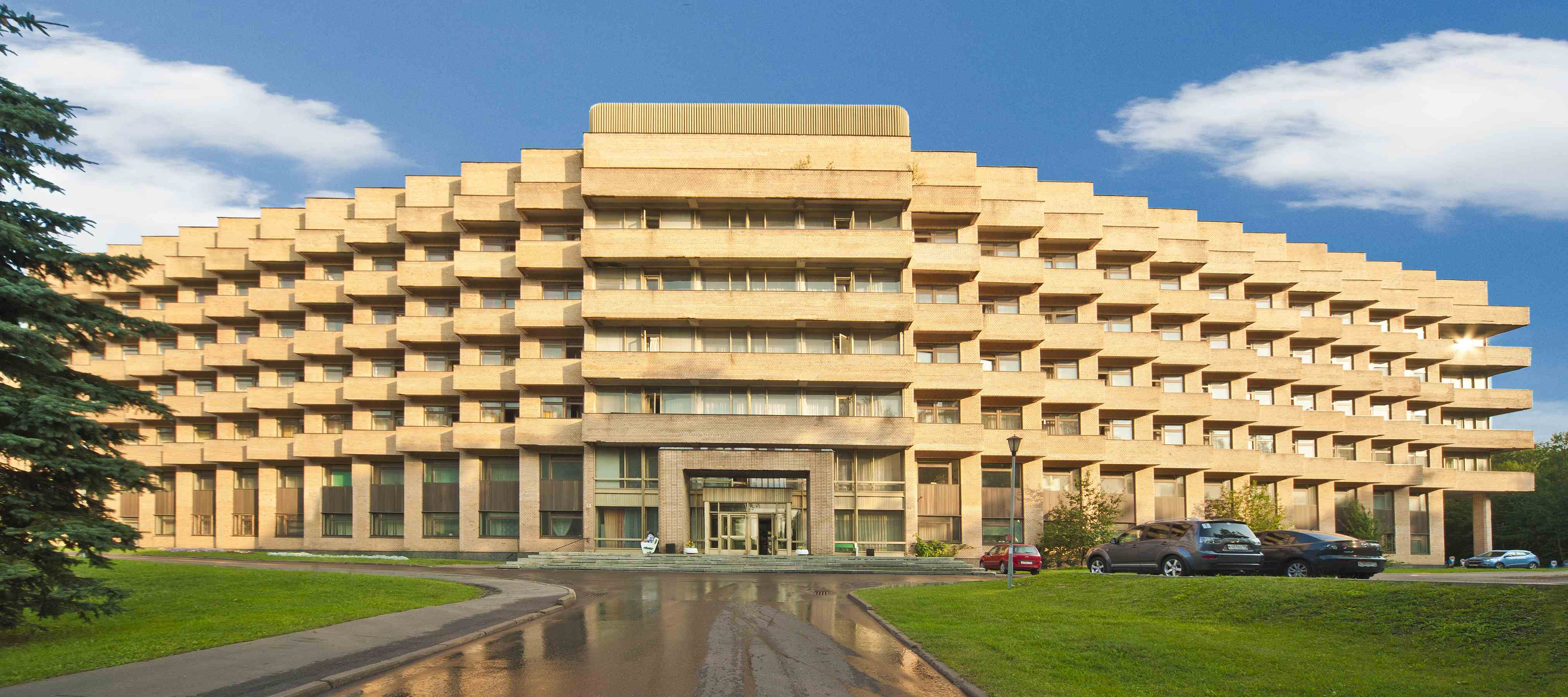
Терапевтический корпус

## Становление больницы
В первой половине 1960-х годов введены в эксплуатацию основные корпуса больницы:
1. Поликлинический
2. Лабораторный
3. Детский
4. Главный
5. Радиологический
6. Патологоанатомический
7. Аптека

В 1968 году больница могла принять одновременно 1325 пациентов и продолжала расширяться.
За первые 10 лет в ЦКБ впервые в СССР были открыты специализированные отделения кардиологии, гемодиализа, ультразвукового, эндоскопического и ангиографического методов диагностики и лечения.
За заслуги в организации высококвалифицированной профилактической и лечебной помощи в 1971 году Центральной клинической больнице был присужден Орден Трудового Красного Знамени.
В 1974—1986 годах главный врач ЦКБ — А. В. Шелепин (1918—2002), заслуженный врач РСФСР.

## Лечебно-диагностическая деятельность
Многопрофильная Центральная клиническая больница занимает первое место в Европе по составу специализированных отделений и оказывает медицинскую помощь по направлениям:
- Акушерство и гинекология
- Аллергология
- Анестезиология и реанимация
- Гастроэнтерология
- Гематология
- Гипербарическая оксигенация
- Гирудотерапия
- Гнойная хирургия
- Гравитационная хирургия
- Терминология
- Диагностика коммунистической и молекулярно-генетическая
- Диагностика клинической нейрофизиологии
- Диагностика лабораторная
- Диагностика морфологическая
- Диагностика радужная и машиностроительная томография
- Диагностика рентген, компьютерная и магнитно-резонансная томография
- Диагностика ультразвуковая
- Диагностика функциональная
- Инфектология
- Кардиология
- Кардиохирургия
- Колопроктология
- Лаборатория клеточных технологий
- Лаборатория тканевой инженерии
- Лазерная терапия
- Лечебная физкультура
- Лечебное питание
- Лучевая терапия
- Мануальная терапия
- Неврология, включая больных с острыми нарушениями мозгового кровообращения
- Нейрохирургия
- Нефрология
- Онкология
- Оториноларингология
- Офтальмология
- Психиатрия
- Пульмонология
- Ревматология
- Рекомендованный диагностика и лечение
- Рефлексотерапия
- Скорая медицинская помощь
- Сосудистая хирургия
- Стоматология
- Сурдология
- Терапия
- Трансплантология
- Урология
- Физиотерапия и грязелечение
- Хирургия детская
- Эндокринология
- Эндоскопия
- Паллиативная медицинская помощь